# Brunelles
Brunelles település Franciaországban, Eure-et-Loir megyében. Lakosainak száma 534 fő (2018. január 1.). Brunelles Thiron-Gardais, Champrond-en-Perchet, La Gaudaine és Saintigny községekkel határos.

## Népesség
A település népességének változása:
| Lakosok száma | 387  | 403  | 436  | 489  | 531  | 563  | 568  | 573  | 544  | 534  |
|               | 1968 | 1975 | 1982 | 1999 | 2006 | 2011 | 2013 | 2016 | 2017 | 2018 |